# Копалочка

Зовнішній вигляд. Варіант

Копа́лочка— кустарні вила-лопата для полегшення копання городу на присадибній ділянці. Виконується самостійно садоводом-аматором.

## Призначення
Для полегшення ручної ґрунтообробки на присадибній ділянці, в саду, на власному невеликому городі.
Трапляються випадки, коли застосування техніки для обробітку ґрунту на присадибній ділянці є неможливим чи небажаним (малі розміри, коріння садових дерев, проходження кабелів, складна конфігурація ділянки). В таких випадках обробіток ґрунту проводять лопатою, сапою і граблями, що досить важко фізично для людей похилого віку чи тих, хто має певні вади здоров'я.
Винахідники-аматори роблять різноманітні пристосування, щоб полегшити важку фізичну працю. Щоб людина із незначними фізичними даними мала змогу виконувати великий обсяг робіт, і при цьому менше втомлюватися.

## Виготовлення

- 1. Виміряти відстань від згину ліктя людини[2] до землі — це довжина ручки інструмента[3].
- 2. Для жінок, людей похилого віку ширина вил 20-25 см, а для фізично міцної людини до 90 см. Відповідно, кількість зубців нарощується пропорційно, відстань дотримується, зубці підварюються симетрично[4].
- 3.Кількість «зубів» набирається так, щоб між ними було 5-7 см. Ретельно обварити місця з'єднань. Для міцності паралельно труби можна проварити ще катанку 6 мм, щоб посилити кріплення зубців.
- 4. Процес подальшого виготовлення і більш детальні ескізи з розмірами і поясненнями містяться на сайті usik64.at.ua/publ/instrument_svojimi_rukami_kopalochka/1-1-0-9 [Архівовано 25 грудня 2015 у Wayback Machine.].

## Принцип роботи
- Звісно, що увіткнути гострі вила в ґрунт певної щільності вимагає менших зусиль, аніж у такий самий ґрунт увіткнути заступ. Проте звичайними непідготованими вилами важко здійснити виймання землі
- Принцип роботи інструмента полягає у тому, що штучно створюється великий важіль із коротким плечем знизу і довгим плечем зверху. Навантаження працівник створює на точку опори, що знаходиться біля самого робочого інструмента, тим самим навантаження на м'язи рук і спини набагато менше, ніж при роботі лопатою і плоскими вилами.
- Окрім того, після кожного перевертання землі лопатою витрачається частина енергії на підйом інструмента з землею на ньому і на кидання. Копалочка не перевертає землю і не підіймається, а «підтягується» без відриву від ґрунту.
- Зручно застосовувати копалочку в комплексі з мотоблоком чи мотокультиватором[5]. Тоді мотоблоком культивуються значні площі, а де неможливо проїхати (кути ділянки, обнесені парканом, між парканом і кущами чи садовими деревами) — додаткова обробка виконується копалочкою.
- Якщо перевертання шару землі все ж є необхідним, лопатою по зірваному копалочкою ґрунту перевернути цю ділянку набагато простіше. Також це можна зробити плужком чи мотикою.